# 佐藤泰弘
佐藤 泰弘（さとう やすひろ、1963年 - ）は、日本の歴史学者、甲南大学教授。専門は日本古代中世史。徳島県徳島市出身。

## 経歴
- 1986年3月 京都大学文学部史学科卒業
- 1993年3月 京都大学大学院博士後期課程修了
- 1995年3月「律令体制の中世的変容に関する研究」で博士（文学）（京都大学）
- 1996年4月 甲南大学文学部専任講師
- 1999年4月 甲南大学文学部助教授
- 2005年4月 甲南大学文学部教授

## 人物
京都大学では朝尾直弘、大山喬平、鎌田元一に師事。1980年代に有力な学説であった王朝国家体制論を批判的に検討し、10世紀後半が古代から中世への大きな転換期であることを唱えた。

## 著書
『日本中世の黎明』（京都大学学術出版会、2001年）